# يفجينيا شيشكوفا
يفجينيا فاسيليفنا شيشكوفا (الروسية: Евгения Васильевна Шишкова) (18 ديسمبر 1972 - 29 يناير 2025) كانت مدربة روسية للتزلج الفني ومنافسة سابقة. مع زوجها فاديم نعوموف، كانا بطلا العالم عام 1994 وبطلا نهائي سلسلة الأبطال عام 1995-1996.

## السيرة مهنية
قُدم شيشكوفا/ناوموف في عام 1985 من قبل مدرب نعوموف الذي أراد منهما التزلج معًا. رفض نعوموف الفكرة في البداية لأنه لم يرغب في تغيير الشركاء؛ إلا أنه اتفق هو وشيشكوفا على التعاون معًا بعد عدد من التجارب، وبدءا المنافسة معًا في عام 1987.
في عام 1991، فاز شيشكوفا/نعوموف بالميدالية البرونزية في أول بطولة أوروبية لهما وحصلا على المركز الخامس في بطولة العالم. في الموسم التالي، تنافسا في أول دورة أولمبية لهم، وهي دورة الألعاب الأولمبية 1992 في ألبرتفيل، فرنسا ، حيث حلا في المركز الخامس.
فاز شيشكوفا/ناوموف بأول ميدالية عالمية لهما -البرونزية- في بطولة العالم عام 1993. في العام التالي، حصل الثنائي على المركز الرابع في دورة الألعاب الأولمبية الشتوية 1994 في ليلهامر، النرويج. واختتما الموسم بفوزهما بلقب أبطال العالم.
حصل الثنائي شيشكوفا/نعوموف على الميدالية العالمية الثالثة - الفضية - في عام 1995. ومن عام 1991 إلى عام 1995، فازا أيضًا بخمس ميداليات أوروبية. في فبراير 1996، فازا بالميدالية الذهبية في نهائي سلسلة الأبطال 1995-1996 (أعيد تسميتها لاحقًا بنهائي الجائزة الكبرى).
في بطولة العالم 1996، حصل الثنائي على المركز الثالث بعد البرنامج القصير. في البرنامج الطويل، أعطى أربعة حكام أصواتهم للمركز الأول لمارينا إلتسوفا/أندريه بوشكوف، الحائزين على الميدالية الذهبية، وصوت أربعة حكام لصالح شيشكوفا/نعوموف، ومع ذلك، فإن الدرجات المنخفضة من القضاة الخمسة الآخرين أبقتهم خارج منصة التتويج في المركز الرابع.
لم ينضم الثنائي إلى فريق الألعاب الأوليمبية الشتوية لعام 1998. قررا التقاعد من منافسات الاتحاد الدولي للتزلج على الجليد في عام 1998 والتزلج بشكل احترافي. فاز الثنائي ببطولة العالم للمحترفين في أبريل 1998. ثم انتقلا إلى التدريب، وعملا في مركز التزلج الدولي في سيمسبري، كونيتيكت. انتقلا إلى نادي التزلج في بوسطن في فبراير 2017.

## الحياة الشخصية
تزوج شيشكوفا ونعوموف في سانت بطرسبرج، روسيا، في أغسطس 1995.  واستقرا في سيمسبري، كونيتيكت، في عام 1998.  وُلِد ابنهما، ماكسيم نعوموف، في أغسطس 2001 والذي يتنافس في فردي الرجال للولايات المتحدة.
توفيت شيشكوفا ونوموف، إلى جانب 11 متزلجًا آخرين، على متن رحلة الخطوط الجوية بي إس أيه رقم 5342، عندما تحطمت في 29 يناير 2025. ولم يكن ابنهما ماكس على متن الطائرة، وفقًا لنادي التزلج في بوسطن، الذي فقد ستة أعضاء في الحادث.

## الروابط الخارجية
- يفجينيا شيشكوفا في قاعدة بيانات الأفلام على الإنترنت